# 1979年臺灣
|        | 臺灣歷史 \| 台灣歷史年表 |
| 世纪： | 19世纪臺灣 \| 20世纪臺灣 \| 21世纪臺灣 |
| 年代： | 1940年代臺灣 \| 1950年代臺灣 \| 1960年代臺灣 \| 1970年代臺灣 \| 1980年代臺灣 \| 1990年代臺灣 \| 2000年代臺灣                                           |
| 年份： | 1974年臺灣 \| 1975年臺灣 \| 1976年臺灣 \| 1977年臺灣 \| 1978年臺灣 \| 1979年臺灣 \| 1980年臺灣 \| 1981年臺灣 \| 1982年臺灣 \| 1983年臺灣 \| 1984年臺灣 |
| 纪年： | 己未年（羊年）、中華民國68年 |

## 政府

### 國家正副元首

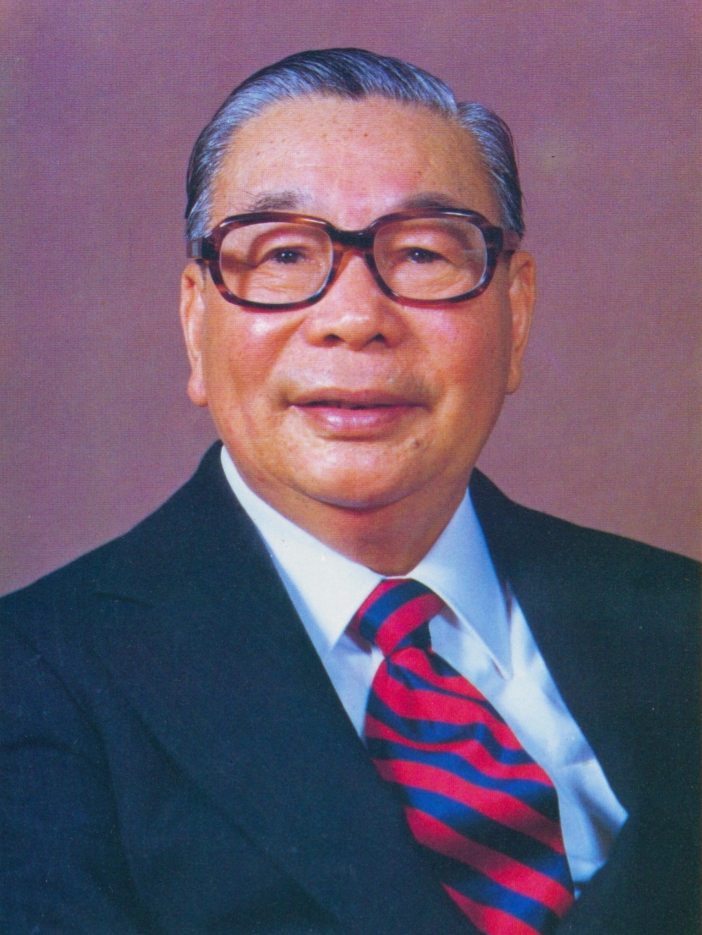
總統：蔣經國
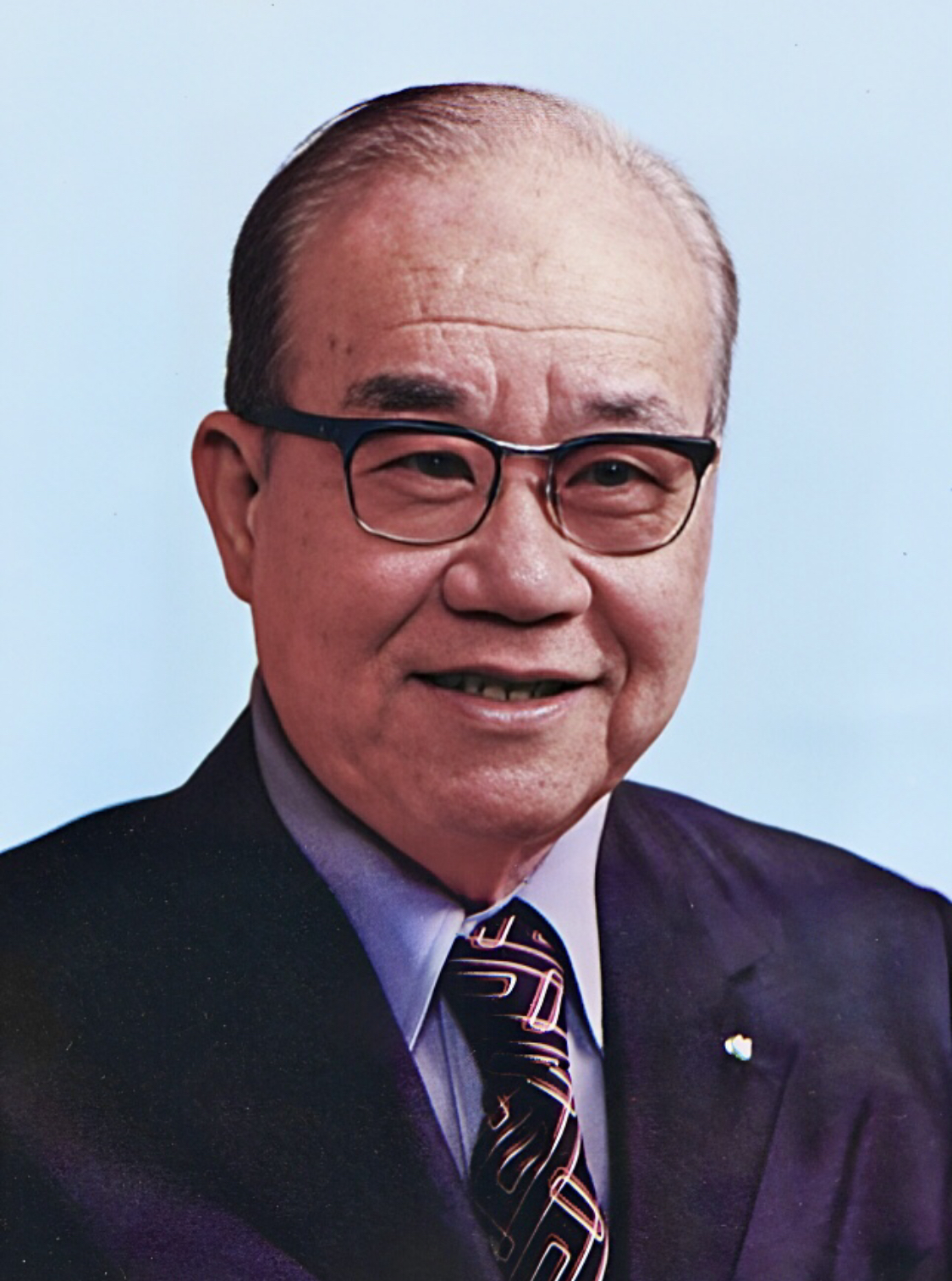
副總統：謝東閔

### 五院首長

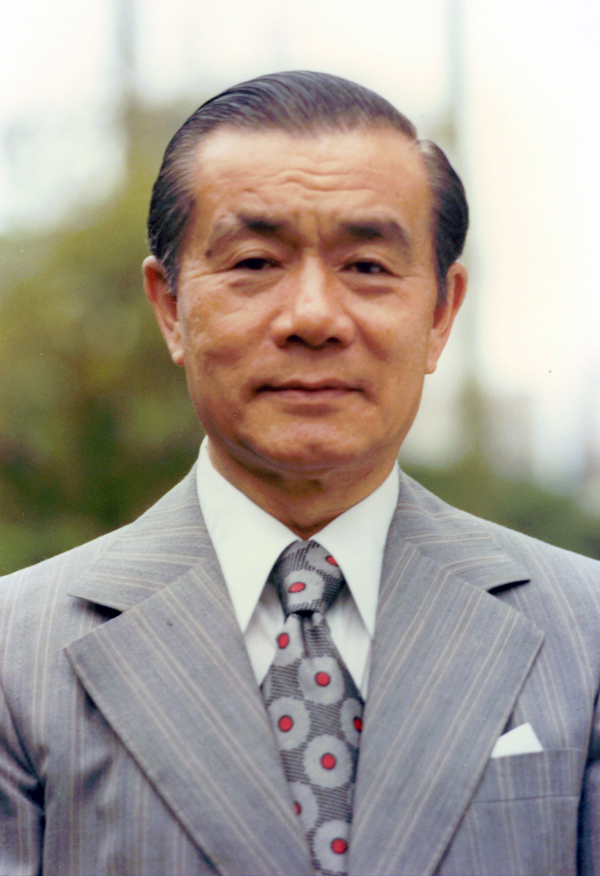
行政院院長：孫運璿
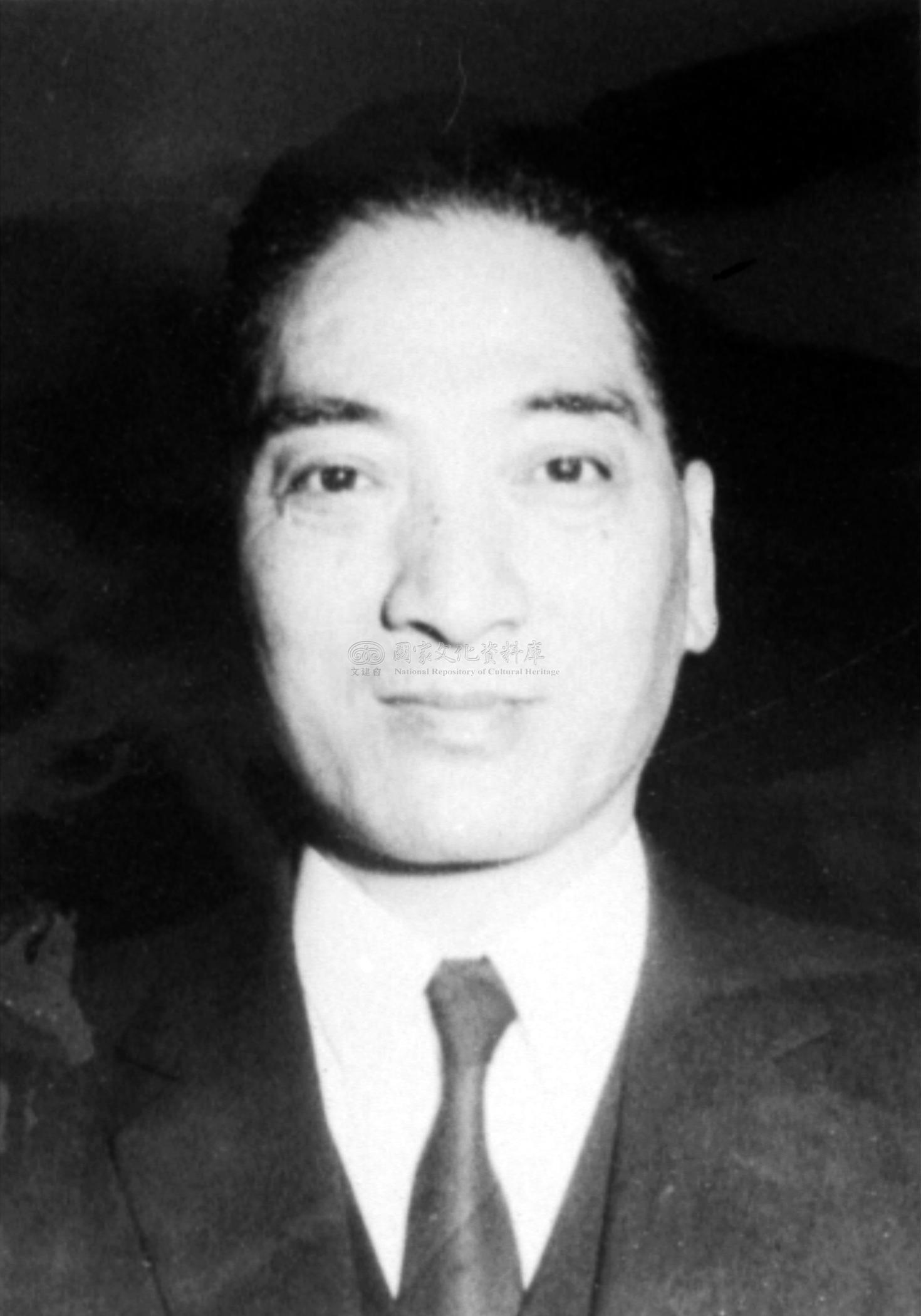
立法院院長：倪文亞
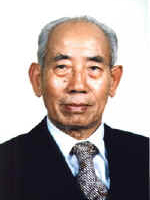
司法院院長：黃少谷
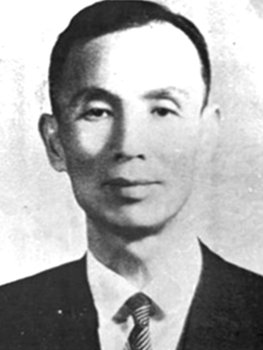
考試院院長：劉季洪
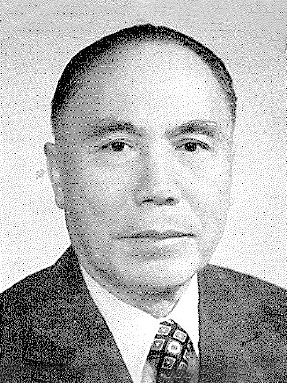
監察院院長：余俊賢

### 省政府主席

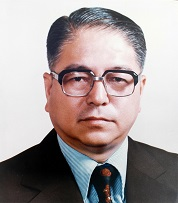
臺灣省政府主席：林洋港
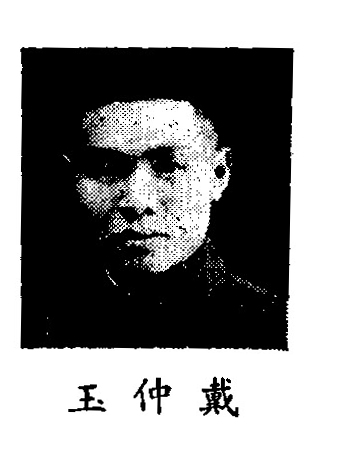
福建省政府主席：戴仲玉

### 成員變動

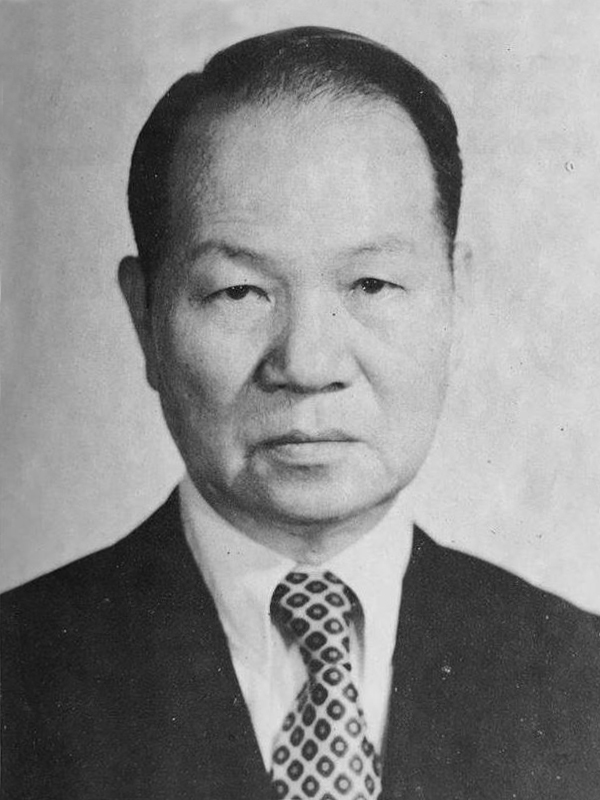
司法院院長：戴炎輝（任期屆滿）

## 大事記

### 1月
- 1月1日——美國與中華人民共和國建立外交關係[1]:567。臺北縣永和鎮升格為永和市[2]:487。
- 1月4日——總統蔣經國接受德國《明鏡週刊》記者德薩尼訪談時表示，中華民國政府絕不會接觸北平偽政權，因為與共產黨談和，無異「與虎謀皮」。
- 1月12日——行政院長孫運璿表示「共匪所謂的和談，乃是他們階級鬥爭的另一種形式，說穿了就是『誘降』的策略運用…歷史告訴我們，相信共產黨謊言的人，都只落得悲慘的下場。波羅的海三國的被蘇俄併吞、大陸的淪陷、越南的淪亡，都是我們記憶猶新慘痛的教訓。今天我們不能做一個為自由而奮戰的鬥士，明天我們就會淪為漂流海上的難民。」[3]
- 1月22日——發生橋頭事件，要求釋放被中華民國政府指為叛亂犯的余登發父子。

### 2月
- 2月26日——中正國際機場正式啟用。

### 3月
- 3月11日——總統蔣經國特頒國光勳章予何應欽。[4]
- 3月29日，美國國會通過《臺灣關係法》，於同年4月10日生效。

### 4月
- 美國國會通過《台灣關係法》，使美台能夠在沒有官方代表與外交關係的情況下，繼續維持商務、文化和其他關係[1]:569-570。4月10日美國總統吉米·卡特簽署生效。
- 4月4日——蔣經國提出「三不方針」，即與中國共產黨方面「不接觸，不談判，不妥協」[1]:569。
- 4月15日——蔣經國接受西班牙《雅報》記者柯契洛訪談表示，中共所謂「國共合作」，就是要以「國共合作」來達到其消滅國民黨的陰謀。
- 4月25日——美軍協防台灣司令部降旗。

### 5月
- 5月16日——陸軍上尉連長林毅夫由金門投奔至中華人民共和國。中華民國視為叛國事件，發布永久通緝令。

### 6月
- 6月26日——西部幹線縱貫線（基隆－高雄間）鐵路電氣化全線完工。

### 7月
- 7月1日——高雄市升格為直轄市（院轄市），原高雄縣小港鄉併入高雄市改為小港區[5]。同日西部幹線縱貫線（基隆－高雄間）全線電氣化啟用。
- 7月13日——撫遠街樓房爆炸大火，造成33死20傷，房屋全毀20戶、半毀6戶。
- 7月23日——中國青年黨在台北召開第十三次的全國代表大會，選出李璜及陳啓天兩人為黨主席。

### 8月
- 翡翠水庫興建工程正式開工。
- 8月1日——颱風荷貝。

### 9月
- 新中部橫貫公路正式動工，先以嘉義玉山線為興築首要。
- 9月8日——中泰賓館事件。
- 9月10日——臺大醫院開始男性三腿坐骨連體双胞胎張忠仁、張忠義的分割手術。中國電視公司在開刀房內設置臨時新聞主播檯，設置主播、解說員各一人，報導手術實況12小時。手術順利，張忠仁、張忠義成為全球第一對成功分割的男性三腿坐骨連體双胞胎兄弟，也是全球第四例坐骨連體嬰分割的案例[6]。
- 9月30日——因應夏令時間調整，全台灣火車就地停駛一小時。:282[7]

### 12月
- 12月9日——高雄發生警民衝突鼓山事件。
- 12月10日——「美麗島事件」，台灣當局鎮壓聚集在高雄市《美麗島》雜誌社門前要求當局解除戒嚴令，開放黨禁、報禁的群眾，並於事件平息後立即展開逮捕[1]:570。
- 12月14日——蔣經國在中國國民黨第十一屆四中全會開幕式上提出「三民主義統一中國」的口號[1]:570。

## 出生
参见： 1979年出生
- 1月3日——陳怡利：作家。
- 1月5日——黃世杰：政治人物。
- 1月7日——
  - 藍葦華：演員。
  - 曾永銳：政治人物、翻譯家，現任外交部領事事務局科長。
- 1月11日——林俊逸：歌手。
- 1月15日——朱孝天，台灣演員，歌手
- 1月18日——周杰倫，台灣歌手，演員
- 1月22日——
  - 林威助，台灣旅日棒球選手
  - 陳致中：政治人物，是陳水扁之子、陳幸妤之弟。
- 1月26日——黃嘉琪：羽球選手。
- 1月29日——陳宇凡：演員。
- 1月30日——王博麟：體育主播。
- 2月2日——蔡郁璇：新聞主播，是高國華之妻。
- 2月10日——
  - 賈欣惠：演員。
  - 謝安安：新聞主播。
  - 楊騏嘉：棒球選手。
- 2月11日——張雁書：桌球運動員。
- 2月13日——
  - 林德宇：政治人物。
  - 蔡家宏：棒球選手。
- 2月15日——段鈞豪：演員。
- 2月16日——黃雨勳：編曲家、音樂製作人。
- 2月17日——黃益中：教師、社會運動人士，現任教於大直高中公民科。
- 2月20日——黃龍義：棒球選手。
- 2月25日——陳南光，台灣內定台大副總裁
- 2月26日——KIMIKO：編舞家、舞蹈老師。
- 3月1日—— 藍正龍，台灣演員
- 3月3日——徐敏華：新聞主播。
- 3月5日——吳亦帆：歌手。
- 3月6日——郭世倫：演員。
- 3月7日——
  - 廖錦德：演員，是廖峻之子。
  - 蔡仲南：棒球教練。
- 3月11日——穆熙妍：演員、主持人。
- 3月12日——陳之漢：企業家、健身教練、YouTube網紅，是成吉思汗健身俱樂部創立人，曾投身921震災救援工作。
- 3月13日——陳怡蓉：演員、主持人。
- 3月14日——李秉宏，台灣首位盲人律師
- 3月21日——李眉蓁：政治人物。
- 3月23日——黃懷晨：演員，是戴君竹之夫。
- 3月27日——鍾佩玲：政治人物、新聞主播。
- 3月30日——何嘉文：歌手、演員、通告藝人。
- 4月2日——陳乃嘉：賽車手。
- 4月4日——陳喬恩，台灣知名女演员、歌手 、主持人、作家，以及內衣寫真女星
- 4月5日——林青慧：漫畫家。
- 4月8日——楊懿珊：政治人物，曾任文化部專門委員。
- 4月9日——安苡葳：歌手、演員。
- 4月15日——
  - 游智煒：導演。
  - 王信民：棒球捕手。
- 4月22日——
  - 陽建福，台灣棒球選手
  - 路嘉欣：歌手、演員，是路嘉怡之妹。
- 4月26日——王婉諭：政治人物，因小燈泡事件而從政。
- 4月28日——紀佳松：歌手，是張榕容之夫。
- 5月1日——林立雯：演員、主持人、模特兒。
- 5月3日——林衍村：編舞家、舞蹈老師。
- 5月4日——
  - 陳怡君：政治人物。
  - 詹馥華：導演、編劇、小說家。
- 5月7日——范筱梵：演員、模特兒。
- 5月12日——陳譯賢：歌手、演員、主持人。
- 5月15日——林牧潔：社交名媛。
- 5月19日——
  - 徐筱菁：政治人物。
  - 林添進：健美運動員。
- 5月22日——蔡依珊：社交名媛，是蔡依倫之妹、連勝文之妻。
- 5月29日——哈遠儀：新聞主播。
- 5月30日——傅其慧，台灣配音員
- 6月2日——黃文星，台灣歌手
- 6月8日——吳建新：導演，是紀文惠之夫。
- 6月10日——洪百榕：通告藝人，是宋達民之妻。
- 6月22日——簡明富：籃球運動員。
- 6月25日——陳世斌：棒球選手。
- 6月30日——
  - 林紹霆：演員。
  - 黃聖峰：幕僚，曾任吳敦義法案助理。
- 7月1日——
  - 李中：作家、編劇、導演。
  - 葉獻中：足球教練、足球守門員。
- 7月4日——
  - 林迺晴：漫畫家。
  - 歐漢聲：歌手、諧星、演員、主持人，是羅密歐成員之一。
- 7月5日——
  - 梁興昌：配音員。
  - 李明進：棒球教練。
- 7月16日——
  - 温嵐：歌手、演員。
  - 周姮吟：演員。
- 7月18日——徐余偉：棒球選手。
- 7月19日——
  - 顏永烈：演員、主持人。
  - 林孟瑾：演員、模特兒。
  - 張翔一：記者，是張靜之之兄。
- 7月22日——許志豪：歌手、主持人、幕僚，曾任邱議瑩辦公室法案助理、徐少萍服務處秘書。
- 7月24日——鄧蒔陽：棒球教練。
- 7月26日——
  - 蔡佳麟：歌手、演員。
  - 曹筱如：小說家。
- 7月28日——
  - 和家穎：演員、彩妝師。
  - 黃睿靚：鋼琴教師，是陳致中之妻。
- 7月30日——羅志祥，台灣歌手、節目主持人、演員
- 8月1日——周明璟：新聞主播、演員、主持人。
- 8月2日——
  - 梁正群，台灣歌手。DJ。演員。
  - 白吉勝：歌手、演員、主持人，是徐小可之夫，為B.A.D成員之一。
- 8月7日——陳柏村：演員、模仿藝人。
- 8月8日——程銘志：桌球運動員。
- 8月10日——
  - 黃泰安：演員。
  - 劉柏君：棒球裁判。
- 8月16日——
  - 江金霖：導演。
  - 謝典霖：政治人物，是謝衣鳯之弟，現任彰化縣議會議長。
- 8月19日——星子：小說家。
- 8月21日——蕭筱臻：廣告設計師。
- 8月22日——祝釩剛：歌手，是183club主唱。
- 8月24日——蕭亞軒，台灣歌手
- 8月26日——史俊威（小威），台灣樂團蘇打綠鼓手
- 8月29日——陳翰立：政治人物。
- 9月1日——陳儒伶：籃球運動員。
- 9月2日——葉乃文：歌手、演員，是Energy成員之一。
- 9月3日——
  - 邱晧洲：導演。
  - 黃婷璟：作家、旅行家。
- 9月5日——鄭雅萍：歌手、主持人。
- 9月6日——劉玠廷：棒球領隊，是劉保佑之子。
- 9月9日——
  - 招名威：毒理學家。
  - 陳怡潔：政治人物，是陳政忠之女。
- 9月12日——田恩沛：歌手，是林湘萍之夫，為B.A.D成員之一。
- 9月15日——洪宗楷：政治人物。
- 9月18日——潘仁德：籃球教練。
- 9月21日——連靜雯：演員、主持人、瑜珈老師。
- 9月27日——洪茲盈：作家。
- 9月28日——竇智孔：歌手、演員、主持人，是許淑幃之夫。
- 10月3日——柯以柔：歌手、演員、主持人，是郭宗坤前妻。
- 10月10日——吳尊，台灣著名模特兒、演員、歌手
- 10月14日——賴立竹：幕僚，楊麗環立委助理、孫大千立委助理。
- 10月15日——張錦豪：政治人物。
- 10月16日——葉青：詩人。
- 10月17日——丁小芹，台灣藝人
- 10月18日——吳克群，台灣歌手、作曲、作詞家
- 10月22日——楊玉明：籃球運動員。
- 10月23日——范景翔：歌手。
- 10月24日——丁靜怡：新聞主播。
- 10月25日——邱敏舜：棒球選手。
- 10月27日——許傳誠：棒球捕手。
- 10月29日——邱德洋：演員。
- 10月30日——米奇鰻：漫畫家。
- 11月5日——
  - 紀文惠：歌手、演員，是吳建新之妻。
  - 高炳權：演員、導演 。
- 11月6日——車冠德：演員。
- 11月7日——李沛旭：諧星、演員、主持人、模特兒。
- 11月8日——洪育府：漫畫家。
- 11月12日——邱逸峰：演員。
- 11月13日——
  - 吳怡玎：政治人物。
  - 潘國凱：足球運動員。
- 11月15日——趙小僑：歌手、演員、主持人，是七朵花團長。
- 11月20日——林凡：歌手、電台DJ。
- 11月22日——廖怡裬：演員。
- 11月23日——迷你炳：長笛演奏家。
- 11月24日——王瀅：演員、通告藝人。
- 11月27日——曾豪駒：棒球教練。
- 11月28日——
  - 溫兆宇：演員。
  - 陳建凱：演員。
- 11月30日——謝俊慧：演員。
- 12月2日——
  - 張詩盈：演員。
  - 章世炘：漫畫家。
- 12月5日——賴雅妍：歌手、演員、模特兒。
- 12月6日——
  - 黃民安：演員。
  - 張經義：駐美記者。
- 12月8日——陳智菡：新聞主播、幕僚，現任柯文哲競選辦公室發言人，曾任東森新聞主播。
- 12月9日——
  - 韓瑜：演員、護理師。
  - 羅美玲：歌手、演員、主持人。
- 12月10日——李亞蒨：新聞主播，原於年代、中天擔任主播，2014年遠赴香港鳳凰衞視任職。
- 12月11日——十樂寺：漫畫家，是咎井淳之妹。
- 12月15日——
  - 張穆庭：鋼琴家。
  - 柯雁心：編劇、製作人。
- 12月20日——張䕒心：演員。
- 12月26日——霍建華，中國知名演員
- 12月30日——顏淳浩：棒球選手。
- 12月31日——謝盈萱：演員。

## 逝世
- 2月4日——藍蔭鼎，畫家（1903年出生）
- 3月7日——雷震，政治人物。《自由中國》創辦人，在雷震事件中遭國民黨政府逮捕入獄。（1897年出生）
- 3月7日——謝掙強，政治人物。首任民選高雄市長。（1914年出生）
- 4月9日——林澄秋，教育界、政治人物。曾任臺中高農校長、臺中市市長。墜樓身亡。（1909年出生）
- 6月15日——史尼育唔，日本名「中村輝夫」，知名臺籍日本兵，因與部隊分散後獨自在印尼叢林中生存三十年而聞名於世。（1919年出生）
- 12月18日——林瓊瑤，企業家，曾任國大代表。（1914年出生）